# Charles Godard
Pour les articles homonymes, voir Godard.
 (mars 2024).
La mise en forme du texte ne suit pas les recommandations de Wikipédia : il faut le « wikifier ».
Les points d'amélioration suivants sont les cas les plus fréquents. Le détail des points à revoir est peut-être précisé sur la page de discussion.
- Les titres sont pré-formatés par le logiciel. Ils ne sont ni en capitales, ni en gras.
- Le texte ne doit pas être écrit en capitales (les noms de famille non plus), ni en gras, ni en italique, ni en « petit »…
- Le gras n'est utilisé que pour surligner le titre de l'article dans l'introduction, une seule fois.
- L'italique est rarement utilisé : mots en langue étrangère, titres d'œuvres, noms de bateaux, etc.
- Les citations ne sont pas en italique mais en corps de texte normal. Elles sont entourées par des guillemets français : « et ».
- Les listes à puces sont à éviter, des paragraphes rédigés étant largement préférés. Les tableaux sont à réserver à la présentation de données structurées (résultats, etc.).
- Les appels de note de bas de page (petits chiffres en exposant, introduits par l'outil «  Source ») sont à placer entre la fin de phrase et le point final[comme ça].
- Les liens internes (vers d'autres articles de Wikipédia) sont à choisir avec parcimonie. Créez des liens vers des articles approfondissant le sujet. Les termes génériques sans rapport avec le sujet sont à éviter, ainsi que les répétitions de liens vers un même terme.
- Les liens externes sont à placer uniquement dans une section « Liens externes », à la fin de l'article. Ces liens sont à choisir avec parcimonie suivant les règles définies. Si un lien sert de source à l'article, son insertion dans le texte est à faire par les notes de bas de page.
- La présentation des références doit suivre les conventions bibliographiques. Il est recommandé d'utiliser les modèles {{Ouvrage}}, {{Chapitre}}, {{Article}}, {{Lien web}} et/ou {{Bibliographie}}. Le mode d'édition visuel peut mettre en forme automatiquement les références.
- Insérer une infobox (cadre d'informations à droite) n'est pas obligatoire pour parachever la mise en page.

Pour une aide détaillée, merci de consulter Aide:Wikification.
Si vous pensez que ces points ont été résolus, vous pouvez retirer ce bandeau et améliorer la mise en forme d'un autre article.
Charles-Anatole Godard (1860-1912) est un enseignant français né à Gray et décédé à Vesoul.

## Biographie
Il fut membre de plusieurs sociétés savantes,.
Agrégé en histoire, Godard enseigna dans divers établissements, notamment au lycée du Puy-en-Velay.
Il décède au no 86 de la rue Saint-Martin à Vesoul.

## Ouvrages
Il est l'auteur d'un nombre important de travaux relatifs a des thèmes divers tels que la religion, l'histoire et la psychologie.
- Le fakirisme, les fakirs et leurs prestiges (1910)
- Le Conseil général de la Haute-Loire, le Directoire et l'administration départementale de 1790 à 1800 (1909)
- Pesmes et ses seigneurs du XIIe au XVIIIe siècle (1909)
- Table analytique et centennale des publications de la Société d'agriculture, lettres, sciences et arts du département de la Haute-Saône (1908)
- La Bibliothèque municipale du Puy (1907)
- L'occultisme contemporain, ses doctrines et ses divers systèmes (1907)
- Jean de Grandson, seigneur de Pesmes, et la fin d'une famille féodale dans le comté de Bourgogne au XVe siècle (1906)
- Jean de Grandson, seigneur de Pesmes, et la fin d'une famille féodale dans le comté de Bourgogne du XVe siècle (1906)
- Les Chevaliers de l'arc et de l'arquebuse à Gray (1904)
- Les sciences physionomiques, leur passé et leur présent (1902)
- L'honnêteté d'Etienne Baluze (1901)
- Les Pouvoirs des intendants sous Louis XIV, particulièrement dans les pays d'élections de 1661 à 1715 (1901)
- L'Administration du collège de Brive au XIXe siècle (1900)
- Fernand Papillon, 1847-1874 (1898)
- Les Bons-Cousins charbonniers (1896)
- Essai sur le gymnase de Montbéliard (1893)
- Le Village d'Autet (1891)
- Notice sur le nouveau collège de Gray (1789-1889) (1889)
- Histoire de l'ancien collège de Gray, 1557-1792 (1887)